# Jochen Fallmann
Jochen Fallmann (* 19. Februar 1979 in St. Pölten) ist ein ehemaliger österreichischer Fußballspieler und nunmehriger -trainer.

## Karriere

### Verein
Fallmann begann seine Karriere in der Jugendmannschaft des ASV Radlberg, ehe er 1989 im Alter von zehn Jahren in die Jugendabteilung des FC Admira Wacker wechselte. Anfangs fuhr ihn sein Vater fünfmal die Woche vom rund 60 Kilometer entfernten St. Pölten in die Südstadt, ehe er 1992 ins Internat der Admira wechselte. Im Zuge der Ausbildung entwickelte er sich daraufhin zu einem der hoffnungsvollsten Talente Österreichs zur damaligen Zeit.
In der Spielzeit 1997/98 folgte sein Debüt für die Admira in der Bundesliga. Die Saison verlief desaströs. Der frisch mit dem VfB Mödling fusionierte Verein ging mit einer stark veralteten Mannschaft ins Spieljahr, die mit Altstars wie Andreas Ogris, Manfred Zsak oder Arminas Narbekovas, die ihren Leistungszenit bereits deutlich überschritten hatten, bespickt war. Zusätzlich konnte auch Fallmann die in ihn gesetzten großen Erwartungen nicht erfüllen, wodurch der Verein zum Saisonende als Tabellenletzter, dass erste Mal seit 27 Jahren den bitteren Gang in die 2. österreichische Spielklasse antreten musste.
Die Folgesaison verlief ähnlich enttäuschend. Als Titelfavorit mit dem klaren Ziel sofortiger Wiederaufstieg in die Saison gestartet, verfehlte man dieses mit Tabellenplatz drei und 15 Punkten Rückstand auf Meister SW Bregenz deutlich. Fallmann war zwar Stammspieler, wusste jedoch im Gegensatz zu seinen Einsätzen in den diversen Jugendauswahlen von Österreich im Verein kaum zu überzeugen. Zur Spielzeit 1999/2000 verlor er daraufhin unter Trainer Milan Miklavic seinen Stammplatz und kam bis zur Winterpause auf lediglich 4 Saisoneinsätze. Als logische Konsequenz wechselte er in Folge im Januar 2000 ligaintern zum damaligen Mittelständer SV Austria Braunau.
Dort traf er mit Alexander Schriebl und Gerhard Breitenberger auf alte Bekannte aus verschiedenen Jugendnationalmannschaften, die ebenfalls bei ihrem Stammverein (SV Salzburg) vorerst gescheitert waren. In der jungen Mannschaft von Braunau stabilisierte Fallmann seine Form und wurde zu einem wichtigen Teil im Mittelfeld der Mannschaft. In der Saison 2000/01 spielte er zeitweise groß auf und schaffte mit sieben Saisontoren seine bis heute bestehende Bestmarke. Während der Spielzeit schlitterte der Verein in den Konkurs und stellte zur Winterpause den Spielbetrieb ein, um sich in Folge komplett aufzulösen. Fallmann wechselte daraufhin ablösefrei zum gerade aus der Bundesliga abgestiegenen Traditionsverein LASK.
Als großer Aufstiegsfavorit gehandelt, war der LASK zu dieser Zeit bereits überraschend im Abstiegskampf der zweiten Liga gelandet. In der Rückrunde schaffte man es den Abstieg abzuwenden und landete mit Tabellenendrang 5 im gesicherten Mittelfeld der Liga. Fallmann wirkte in zwölf Spielen der Rückrunde mit, ohne einen Torerfolg zu verzeichnen. Es folgten zwei unauffällige Spielzeiten mit dem LASK im Mittelfeld der Liga, die mehr negative als positive Schlagzeilen hervorbrachte. Fallmann, der zu dieser Zeit bereits mit dem Prädikat "ewiges Talent" oder "Mitglied der verlorenen Generation" abgestempelt wurde, spielte selten herausragend und ging im allgemein schlechten Niveau der Mannschaft unter.
Nach Ablauf seines Vertrags wechselte er daraufhin in die Regionalliga Ost zu seinem Heimatverein SKN St. Pölten. In seiner Debütsaison bildete er daraufhin bei den in den Vorjahren durch mehrere kleine Skandale gebeutelten St. Pöltner mit Helmut Prenner ein kongeniales Mittelfeldduo. Mit den Verpflichtungen von Markus Holemar und Markus "Magic" Aigner zur  Spielzeit 2005/06 hatte man das spielstärkste Mittelfeld der Liga und scheiterte mit lediglich einem Punkt Rückstand auf Meister SC-ESV Parndorf denkbar knapp am Aufstieg in die Erste Liga. Durch die Verkäufe von Aigner und Prenner zur Spielzeit 2006/07 war man zum Neuaufbau der Mannschaft gezwungen, den man fast ausschließlich mit Spielern der vereinsnahen AKA St. Pölten durchführte. Dem zwischenzeitlichen Tief mit Tabellenplatz 5 folgte in der Saison 2007/08 dann der Aufstieg in die Erste Liga. Fallmann, inzwischen zur Integrationsfigur und Kapitän herangereift, führte die hochtalentierte Mannschaft mit 13 Punkten Vorsprung souverän zum Meistertitel in der Regionalliga Ost.
In der Spielzeit 2008/09 avancierte man daraufhin als Aufsteiger zur Überraschungsmannschaft der Saison und nahm lange am Titelkampf der Liga teil. Am Saisonende belegte man den guten Tabellenrang 5.
Im Sommer 2012 wechselte Fallmann zum Erste Liga-Klub First Vienna FC nach Döbling. Nach der Saison 2012/13 beendete er seine Karriere als Profi. Nachdem er gemeinsam mit Thomas Nentwich im Jahr 2013 die Landesligamannschaft des Klubs als Trainerteam übernommen hatte, setzte er sich weiterhin auch selbst in dieser Mannschaft ein und stieg am Ende der Saison 2013/14 mit dem Team in die Regionalliga auf. Als er ab 2015 weitere Aufgaben ihm Verein übernahm, beendete er auch sein Engagement in der zweiten Mannschaft und wechselte als Spieler im Sommer 2015 zu seinem einstigen Kindheitsverein ASV Radlberg in die achtklassige 2. Klasse Traisental und war dort die nächsten zweieinhalb Jahre aktiv. 2015/16 hatte er es auf 21 Meisterschaftseinsätze und fünf -tore gebracht und hatte mit dem Team als überlegener Meister den Aufstieg in die siebentklassige 1. Klasse West/Mitte. geschafft. In dieser kam er aufgrund seiner erweiterten Tätigkeit beim SKN St. Pölten jedoch kaum mehr zum Einsatz und brachte es in der Spielzeit 2016/17 auf lediglich drei Ligaauftritte, in denen er immerhin zwei Tore beisteuerte. Im nachfolgenden Herbst, kurz vor seinem Wechsel, fand er gar keine Berücksichtigung mehr.
Nach dem Ende seines Trainerengagements bei St. Pölten wechselte er im Jänner 2018 zum fünftklassigen SC Herzogenburg, den er nach einer einsatzreichen Zeit im Sommer 2019 in Richtung SC Hainfeld verließ. Dort brachte er es im Herbst 2019 zu vier Einsätzen in der sechstklassigen Gebietsliga West; danach nennt der ÖFB keine offiziellen Pflichtspieleinsätze Fallmanns mehr.

### Nationalmannschaft
Als großes Talent durchlief Fallmann alle Jugendauswahlmannschaften Österreichs bis zur U-21. Dabei kam er auf etwa 50 Jugendländerspiele.
Unter anderem stand er mit Spielern wie Gernot Sick oder Markus Kiesenebner im Kader Österreichs für die U-16-Fußball-Europameisterschaft 1995. Seine bisher letzten Nationalmannschaftseinsätze absolvierte er während der Qualifikation zur U-21 Europameisterschaft 2002.

## Trainerkarriere
Bereits in der Übergangszeit vom LASK zum SKN St. Pölten machte Fallmann Mitte der 2000er Jahre erste Trainerausbildungen, so etwa 2004/05 den Jugendtrainer-Aufbaulehrgang, den Nachwuchsbetreuerlehrgang, sowie den Trainerlehrgang des Landesverbandes. 2006/07 folgte die UEFA-B-Lizenz ALT, gefolgt von der UEFA-A-Lizenz ALT 2007/08. Im Sommer 2008 begann er daraufhin auch seine erste Trainertätigkeit im Nachwuchs des SKN St. Pölten, bei dem er dessen U-11-Mannschaft als Trainer übernahm. In den nachfolgenden Spielzeiten trainierte er weitere Mannschaften des Vereins, darunter waren die U-12 (2009/10), die U-14 (2010/11) und die U-15 (2011/12). Seine Tätigkeit als Jugendtrainer wurde daraufhin durch seinen Wechsel zur Vienna im Sommer 2012 beendet.
Fallmann wechselte nach seinem Karriereende als Profi zurück nach St. Pölten, wo er gemeinsam mit Thomas Nentwich Spielertrainer der Landesligamannschaft wurde. Mit den SKN St. Pölten Juniors stieg er 2013/14 in die Regionalliga auf. Im März 2015 wurde Fallmann, erneut mit Nentwich, interimistisch Trainer der Profis in der zweiten Liga. Nach dem Saisonende wurde er schließlich Co-Trainer des neuen Trainers Karl Daxbacher. Im Oktober 2016 wurde er wiederum interimistisch Trainer der SKN St. Pölten Juniors. Noch im selben Monat übernahm er nach der Entlassung von Karl Daxbacher gemeinsam mit Nentwich interimistisch den Trainerposten bei der mittlerweile in der Bundesliga spielenden Profimannschaft.
Im Dezember 2016 wurde er schließlich alleiniger Cheftrainer. Im September 2017 trat Fallmann zurück, der SKN lag zu jenem Zeitpunkt auf dem letzten Platz.
Im März 2019 wurde er Trainer des Zweitligisten SKU Amstetten. Zur Saison 2020/21 wechselte Fallmann zum Bundesligisten FK Austria Wien, bei dem er Co-Trainer von Peter Stöger wurde. Nach dem Vertragsende von Stöger bei der Austria nach der Saison 2020/21 verließ auch Fallmann die Wiener und wurde zur Saison 2021/22 ein zweites Mal Trainer von Amstetten. Sowohl in der Saison 2021/22 als auch 2022/23 belegte er mit Amstetten den fünften Platz in der 2. Liga. Der Start in die Saison 2023/24 misslang aber völlig, nach sechs gespielten Runden befand sich der SKU mit einem Punkt am Tabellenende. Daraufhin trennte sich der Verein im September 2023 von Fallmann. Im Sommer 2024 übernahm Fallmann den Kremser SC als Trainer.
Bei den Aus- und Fortbildungen führt der ÖFB bei Fallmann für die Saison 2009/10 Lehrgänge in der Kategorie 2 und für die Saisonen 2012/13 und 2014/15 Lehrgänge in den Kategorien 1 bis 3 des ÖFB auf. 2016 machte er seine Fortbildung zum Bundesligatrainer und erhielt 2017/18 seine UEFA-Pro-Lizenz.

## Erfolge
mit dem SKN St. Pölten
- 1 × Meister der Regionalliga Ost: 2007/08

mit den SKN St. Pölten Juniors
- 1 × Meister der Niederösterreichischen Landesliga: 2013/14

mit dem ASV Radlberg
- 1 × Meister der 2. Klasse Traisental: 2015/16

## Persönliches
Sein Sohn Pascal (* 2003) ist ebenfalls Fußballspieler.